# Dwane Casey
Dwane Casey (Indianapolis, 17 de Abril de 1957) é um técnico de basquete americano que recentemente atuou como técnico principal do Detroit Pistons antes de passar para um cargo de diretoria no time.
Casey é um ex-jogador e treinador de basquete da NCAA, tendo jogado e treinado lá por mais de uma década antes de passar para a NBA.

## Primeiros anos
Casey nasceu em Indianápolis, Indiana. No entanto, sua família mudou-se para Morganfield, Kentucky, quando ele tinha três anos de idade. Casey formou-se na Union County High School em 1975.
Casey era um recruta de topo ao sair da escola. Ele tomou a decisão de se comprometer com a Universidade de Kentucky. Durante a temporada de 1977-78, Casey ajudou a guiar a equipe ao título do Torneio da NCAA.
Ele formou-se em Kentucky com uma licenciatura em administração de empresas em 1979 e recebendo também o prêmio All-Academic no mesmo ano.

## Carreira de treinador

### Início de carreira
Ele começou sua carreira de treinador universitário em 1979 devido a uma sugestão feita por seu treinador, Joe B. Hall. Casey passou uma temporada como auxiliar técnico de Hall em Kentucky. Na temporada seguinte, Casey mudou-se para Western Kentucky, onde passou as próximas cinco temporadas como auxiliar. Mais tarde, ele retornou a Kentucky em 1985, onde assumiu o papel de assistente técnico e principal recrutador.
No final de março de 1988, enquanto ainda atuava como assistente técnico de Kentucky, os funcionários da Emery Worldwide descobriram US$ 1.000 em dinheiro em um envelope que foi aberto acidentalmente. O envelope foi endereçado a Claud Mills, pai do recruta Chris Mills, e o remetente foi identificado como Casey. A Universidade de Kentucky disse que as evidências coletadas durante a investigação eram inconclusivas e não provaram que Casey enviou o dinheiro. O escândalo resultou na renúncia de Casey mas depois a NCAA confirmou que ele não estava envolvido no envio do pacote.

### No exterior
Após sua demissão de Kentucky, Casey aceitou um cargo de treinador na Liga Japonesa de Basquete. Durante o tempo que passou lá, ele treinou o Sekisui Chemical e o Isuzu Motors Lynx. 
Enquanto estava no Japão, Casey também trabalhou como auxiliar da Seleção Japonesa. No verão de 1998, a equipe jogou no Campeonato Mundial de 1998, a primeira competição da equipe em mais de 30 anos.

### Retorno à NBA
Casey deixou a Liga Japonesa em 1994 para assumir o cargo de assistente técnico do Seattle SuperSonics. Durante seu mandato em Seattle, a equipe conquistou quatro títulos de divisão.
No início da temporada de 2005-06, Casey conseguiu seu primeiro emprego como técnico principal no Minnesota Timberwolves. O recorde geral de Casey com a equipe foi de 53-69 e ele foi demitido depois de apenas uma temporada e meia em 23 de janeiro de 2007.
Durante a temporada de 2008-09, Casey atuou como assistente técnico do Dallas Mavericks. Durante a temporada de 2010-11, os Mavericks derrotaram o Miami Heat nas finais da NBA de 2011 e venceu seu primeiro título da NBA. Mais tarde, LeBron James admitiu que os esquemas defensivos de Casey o ajudaram a melhorar seu jogo ainda mais depois daquela série.

### Toronto Raptors

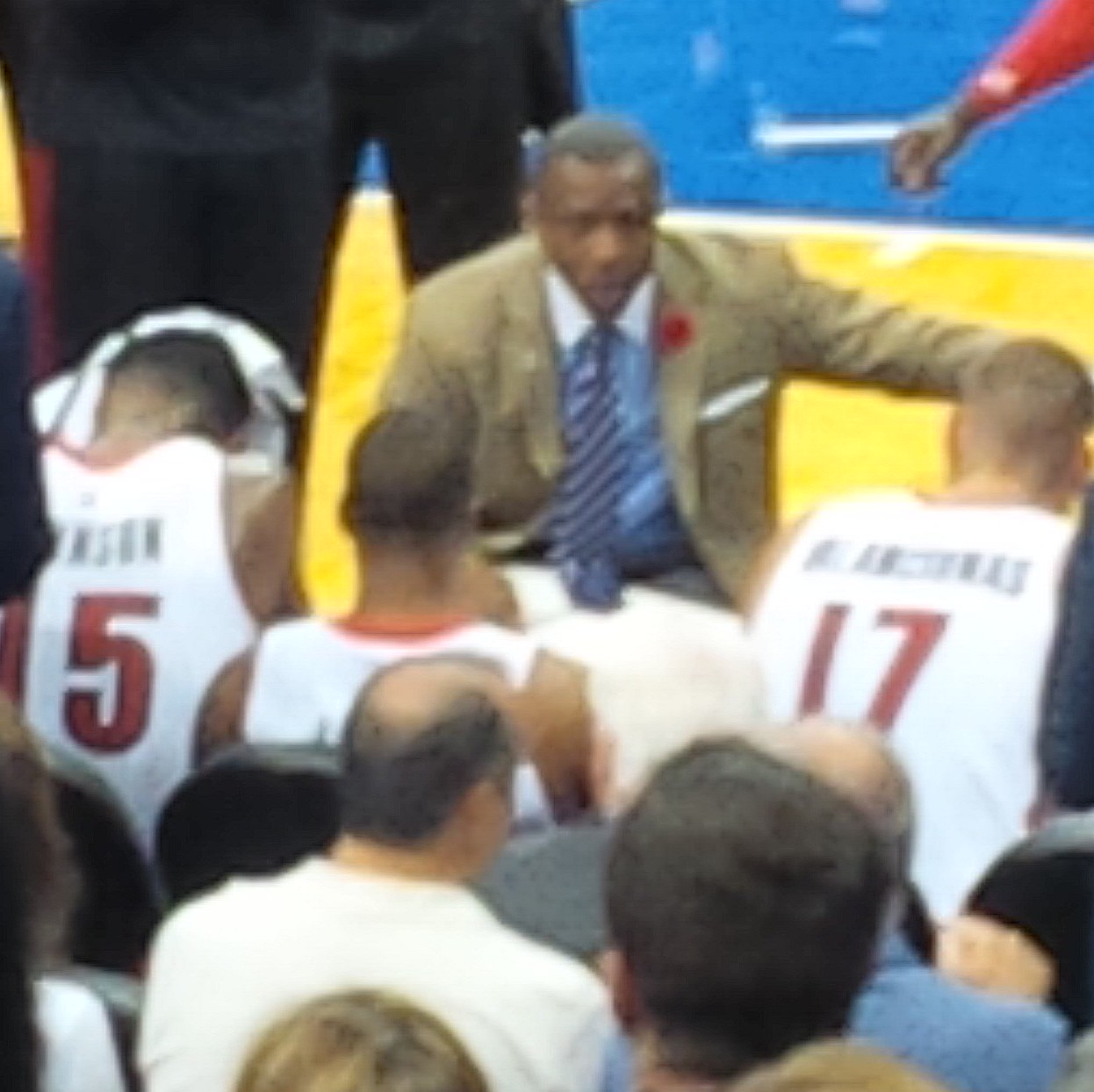
Casey durante seu tempo no Toronto Raptors.

Em 21 de junho, Dwane Casey foi nomeado o novo treinador do Toronto Raptors.
As duas primeiras temporadas de Casey nos Raptors envolveram pouco ou nenhum sucesso. A equipe não foi para os playoffs nas duas temporadas. Durante sua terceira temporada com a equipe, ele conseguiu estabelecer um novo recorde de vitórias em uma temporada, um título da Divisão Atlântica e sua primeira aparição nos playoffs em seis anos.
Em 6 de maio de 2014, um dia após ser eliminado dos playoffs, Casey e os Raptors concordaram em uma prorrogação de contrato de três anos.
Em 18 de março de 2016, ele se tornou o primeiro treinador dos Raptors a alcançar 200 vitórias com a franquia após uma vitória sobre o Indiana Pacers e doze dias depois, em uma vitória contra o Atlanta Hawks, ele levou os Raptors para a primeira temporada de 50 vitórias na história da franquia.
Em 28 de janeiro de 2018, ele se tornou o primeiro treinador da história dos Raptors a ser selecionado para o All-Star Game. Em 11 de fevereiro de 2018, ele comemorou sua 300ª vitória como treinador dos Raptors. Os Raptors de Casey estabeleceram recordes da franquia de vitórias e pontos na temporada regular, terminando em primeiro lugar na Conferência Leste. 
Em 11 de maio de 2018, Casey foi demitido como treinador dos Raptors, logo após ser nomeado treinador do ano pela NBCA. Ele foi nomeado Treinador do Ano da NBA no NBA Awards de 2018.
Ele terminou sua carreira de 7 temporadas nos Raptors com 320 vitórias em 558 jogos (ambos recordes da franquia).

### Detroit Pistons
Em 11 de junho de 2018, Casey foi nomeado treinador do Detroit Pistons, concordando com um contrato de cinco anos.
Em 14 de novembro de 2018, Casey retornou à Scotiabank Arena pela primeira vez desde que foi demitido pelo Toronto Raptors, treinando os Pistons para uma vitória por 106-104 sobre seu antigo time.
Nos playoffs, os Pistons foram eliminados na primeira rodada, enquanto o ex-time de Casey, Raptors, venceu as finais da NBA contra o Golden State Warriors.
Em 12 de maio de 2021, os Pistons extenderam o contrato de Casey até a temporada de 2024.

## Vida pessoal
Casey e sua família têm uma casa em Seattle, Washington. Ele e sua esposa Brenda têm dois filhos: Zachary e Justine. Durante o verão, Casey gosta de viajar para o Japão para ajudar com acampamentos de basquete e clínicas de treinamento.

## Recorde como treinador
|          |           | Temporada regular | Temporada regular | Temporada regular | Temporada regular | Temporada regular          | Playoffs | Playoffs | Playoffs | Playoffs |                                       |
| Ano      | Time      | J                 | V                 | D                 | %                 | Classificação              | J        | V        | D        | %        | Resultado                             |
| 2005–06  | Minnesota | 82                | 33                | 49                | .402              | 3° na Divisão Noroeste     | —        | —        | —        | —        | Não foi aos playoffs                  |
| 2006–07  | Minnesota | 40                | 20                | 20                | .500              | (Despedido)                | —        | —        | —        | —        | —                                     |
| 2011–12  | Toronto   | 66                | 23                | 43                | .348              | 4° na Divisão do Atlântico | —        | —        | —        | —        | Não foi aos playoffs                  |
| 2012–13  | Toronto   | 82                | 34                | 48                | .415              | 5° na Divisão do Atlântico | —        | —        | —        | —        | Não foi aos playoffs                  |
| 2013–14  | Toronto   | 82                | 48                | 34                | .585              | 1° na Divisão do Atlântico | 7        | 3        | 4        | .429     | Eliminado na primeira rodada          |
| 2014–15  | Toronto   | 82                | 49                | 33                | .598              | 1° na Divisão do Atlântico | 4        | 0        | 4        | .000     | Eliminado na primeira rodada          |
| 2015–16  | Toronto   | 82                | 56                | 26                | .683              | 1° na Divisão do Atlântico | 20       | 10       | 10       | .500     | Perdeu nas Finais de Conferência      |
| 2016–17  | Toronto   | 82                | 51                | 31                | .622              | 2° na Divisão do Atlântico | 10       | 4        | 6        | .400     | Perdeu nas Semi-finais de Conferência |
| 2017–18  | Toronto   | 82                | 59                | 23                | .720              | 1° na Divisão do Atlântico | 10       | 4        | 6        | .400     | Perdeu nas Semi-finais de Conferência |
| 2018–19  | Detroit   | 82                | 41                | 41                | .500              | 3° na Divisão Central      | 4        | 0        | 4        | .000     | Eliminado na primeira rodada          |
| 2019–20  | Detroit   | 66                | 20                | 46                | .303              | 4° na Divisão Central      | —        | —        | —        | —        | Não foi aos playoffs                  |
| 2020–21  | Detroit   | 72                | 20                | 52                | .278              | 5° na Divisão Central      | —        | —        | —        | —        | Não foi aos playoffs                  |
| 2020–21  | Detroit   | 82                | 23                | 59                | .280              | 5° na Divisão Central      | —        | —        | —        | —        | Não foi aos playoffs                  |
| Carreira | Carreira  | 982               | 477               | 505               | .479              |                            | 55       | 21       | 34       | .288     |                                       |